# Об'єкт Мейолла
Об'єкт Мейолла (Arp 148 за Атласом пекулярних галактик) є результатом зіткнення двох галактик, розташованих у сузір'ї Великої Ведмедиці за 500 мільйонів світлових років від Сонця. Об'єкт  відкрив американський астроном Ніколас Мейолл 13 березня 1940 р. за допомогою телескопу Крослі. При першому спостереженні Мейолла описав об'єкт як своєрідну туманність, що має форму знака питання. Спочатку вважалося, що це галактика, яка взаємодіє з міжгалактичним середовищем , тепер вважається, що об'єкт являє собою зіткнення двох галактик, в результаті чого утворюється новий об'єкт, що складається з кільцеподібної галактики з хвостом, що відходить від неї. Вважається, що зіткнення між двома галактиками створило ударну хвилю, яка спочатку втягувала матерію в центр, а потім утворювала кільце.
Arp 148 був знятий космічним телескопом Габбл в межах дослідження галактик, що стикаються.